# Maya Götz

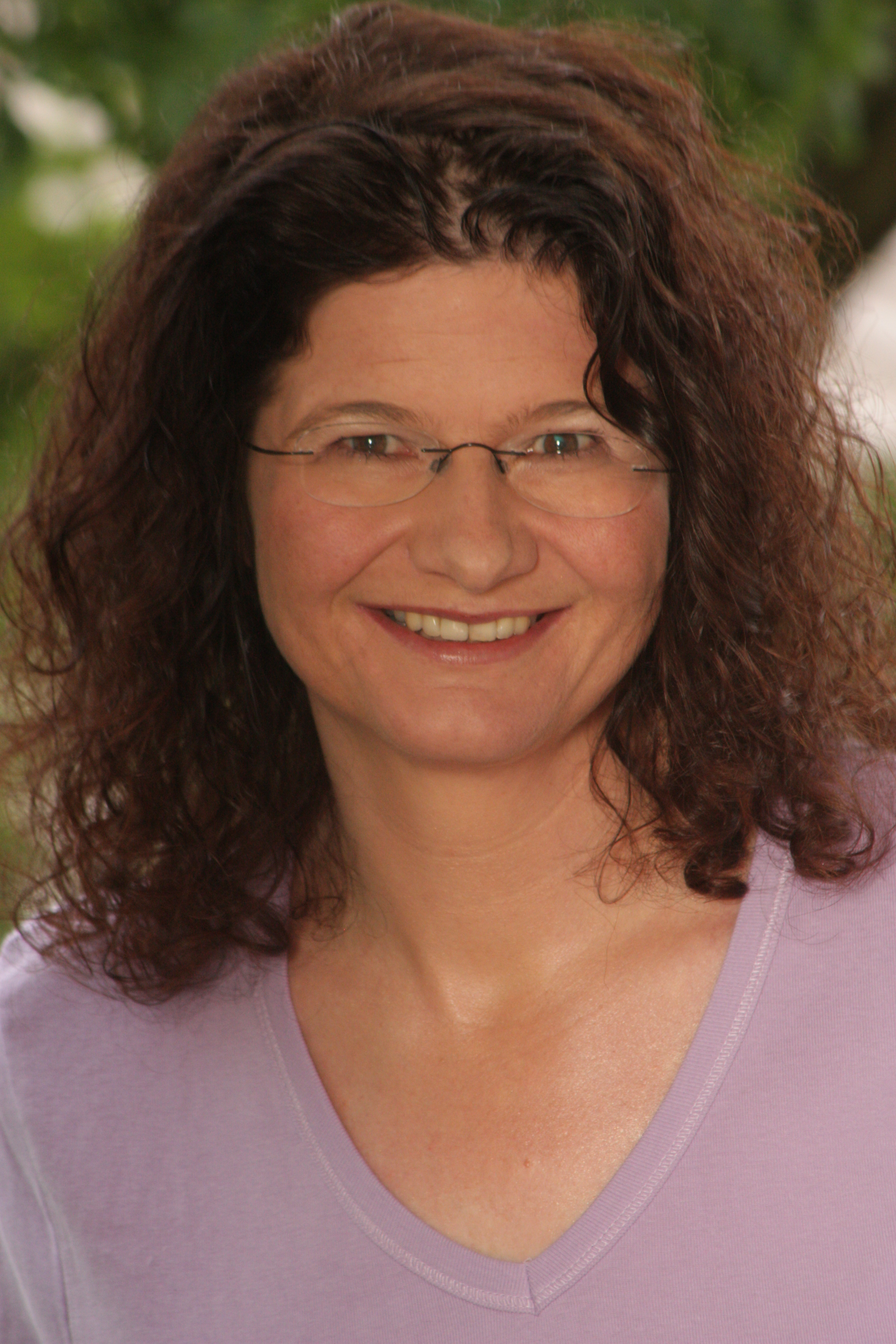
Maya Götz, 2019

Maya Götz (* 1967 in Hamburg) ist eine deutsche Medienwissenschaftlerin. Sie ist Leiterin des Internationalen Zentralinstituts für das Jugend- und Bildungsfernsehen (IZI) beim Bayerischen Rundfunk und Geschäftsführerin der Stiftung Prix Jeunesse.

## Leben
Götz schloss ihr Studium an der Pädagogischen Hochschule Kiel mit dem Staatsexamen für das Lehramt an Grund- und Hauptschulen ab und wurde im Zweitstudium Magistra der Pädagogik. 1998 promovierte sie an der Gesamthochschule Kassel mit einer Dissertation über „Mädchen und Fernsehen“ mit Ben Bachmair als Betreuer der Arbeit.
Von 1999 bis 2003 war Götz wissenschaftliche Redakteurin beim Internationalen Zentralinstitut (IZI) für das Jugend- und Bildungsfernsehen beim Bayerischen Rundfunk, dessen Leitung sie 2003 übernahm. Seit 2006 ist sie Generalsekretärin der Stiftung Prix Jeunesse und Geschäftsführerin der Gesellschaft zur Förderung des internationalen Jugend- und Bildungsfernsehens. 2018 übernahm sie die pädagogische Leitung von sogehtMedien, einer gemeinsamen Plattform von ARD und ZDF, die Kindern und Jugendlichen Medienkompetenz vermitteln soll.
Ihr Hauptarbeitsfeld ist die Forschung im Bereich „Kinder/Jugendliche und Fernsehen“. Sie leitete empirische Studien u. a. zu aktuellen Fernsehformaten wie Scripted-Reality-Sendungen und Germany’s Next Topmodel, der sie vorwirft, wegen unrealistischer Rollenmodelle Essstörungen und Depressionen bereits bei Kindern zu fördern. Sie führte mehr als 180 empirische Studien im Bereich Kinder-, Jugend- und Bildungsfernsehen durch und veröffentlichte bisher über 250 wissenschaftliche Artikel, vierzehn wissenschaftliche Publikationen. Darüber hinaus hält sie weltweit Vorträge, Workshops und Fortbildungen für Kinderfernsehredaktionen und andere Organisationen.
Maya Götz ist verheiratet und hat zwei Töchter.

## Schriften (Auswahl)
- Maya Götz, Dafna Lemish, Andrea Holler: Fear in Front of the Screen. Children’s Fears, Nightmares, and Thrills from TV. Rowman & Littlefield, Lanham u. a. 2019, ISBN 978-1538121221.
- TV-Hero(in)es of Boys and Girls. Reception Studies of Favorite Characters. Peter Lang, Frankfurt 2014, ISBN 978-3-653-04304-4.
- (Hrsg.): Die Fernsehheld(inn)en der Mädchen und Jungen. Geschlechterspezifische Studien zum Kinderfernsehen. Kopäd, München 2013, ISBN 978-3-86736-285-6.
- mit Christine Bulla, Caroline Mendel: Sprungbrett oder Krise? Das Erlebnis Castingshow-Teilnahme: Eine Befragung von ehemaligen Teilnehmerinnen an Musik-Castingshows. (= LfM-Dokumentation, Band 48.) Landesanstalt für Medien Nordrhein-Westfalen (LfM), Düsseldorf 2013, ISBN 978-3940929280.
- mit Maria Weininger: Nachkriegskindheit in Bayern. Eine Spurensuche. Das Buch zum Schulprojekt „Von Zigarettentausch und Kohlenklau“ – Als Oma und Opa Nachkriegskinder waren. Wartberg Verlag, Gudensberg-Gleichen 2007, ISBN 9783831317271.
- (Hrsg.): Mit Pokémon in Harry Potters Welt. Medien in den Fantasien von Kindern. KoPäd, München 2006, ISBN 978-3-938028-72-8.
- mit Dafna Lemish, Amy Aidman, Hyesung Moon:  Media and the make-believe worlds of children. When Harry Potter meets Pokémon in Disneyland. Lawrence Erlbaum.  Mahwah, NJ 2005, ISBN 978-0805851922.
- (Hrsg.): „Alles Seifenblasen? Die Bedeutung von Daily Soaps im Alltag von Kindern und Jugendlichen“. KoPäd, München 2002, ISBN 978-3-935686-26-6.
- Mädchen und Fernsehen. Facetten der Medienaneignung in der weiblichen Adoleszenz. KoPäd-Verlag, München 1999, ISBN 978-3929061369, Dissertation der Gesamthochschule Kassel.